# 黑玫短吻獅子魚
黑玫短吻獅子鱼，为輻鰭魚綱鮋形目杜父魚亞目狮子鱼科的其中一種。分布於西北太平洋區的日本海域，棲息在水深605至928公尺的水域，體長可達12公分，生活習性不明。